# Edgar Babayan
Edgar Babayan (in armeno Էդգար Բաբայան?; Berlino, 28 ottobre 1995) è un ex calciatore danese con cittadinanza tedesca naturalizzato armeno, di ruolo attaccante.

## Carriera

### Club
Cresciuto nei Randers, ha esordito col club danese l'11 novembre 2013, nella partita persa per 1-4 contro l'Aalborg. Il 26 febbraio 2014 ha firmato il primo contratto professionistico, venendo definitivamente promosso in prima squadra. Il 27 gennaio 2017 passa in prestito all'Hobro, che al termine della stagione, dopo aver conquistato la promozione in Superligaen, lo acquista a titolo definitivo. Il 22 marzo 2018 prolunga il proprio contratto fino al 2021.

### Nazionale
Dopo aver ottenuto una presenza con la nazionale Under-20 danese, il 29 maggio 2018 ha esordito con la nazionale armena, nell'amichevole pareggiata per 1-1 contro Malta.
Segna il primo gol con la maglia della nazionale armena nella gara di qualificazione al campionato d'Europa 2021 contro l'Italia persa 9-1

## Statistiche

### Cronologia presenze e reti in nazionale
| Cronologia completa delle presenze e delle reti in nazionale ― Armenia | Cronologia completa delle presenze e delle reti in nazionale ― Armenia | Cronologia completa delle presenze e delle reti in nazionale ― Armenia | Cronologia completa delle presenze e delle reti in nazionale ― Armenia | Cronologia completa delle presenze e delle reti in nazionale ― Armenia | Cronologia completa delle presenze e delle reti in nazionale ― Armenia | Cronologia completa delle presenze e delle reti in nazionale ― Armenia | Cronologia completa delle presenze e delle reti in nazionale ― Armenia |
| Data                                                                   | Città                                                                  | In casa                                                                | Risultato                                                              | Ospiti                                                                 | Competizione                                                           | Reti                                                                   | Note                                                                   |
| ---------------------------------------------------------------------- | ---------------------------------------------------------------------- | ---------------------------------------------------------------------- | ---------------------------------------------------------------------- | ---------------------------------------------------------------------- | ---------------------------------------------------------------------- | ---------------------------------------------------------------------- | ---------------------------------------------------------------------- |
| 29-5-2018                                                              | Wattens                                                                | Armenia                                                                | 1 – 1                                                                  | Malta                                                                  | Amichevole                                                             | -                                                                      | 58’                                                                    |
| 23-3-2019                                                              | Sarajevo                                                               | Bosnia ed Erzegovina                                                   | 2 – 1                                                                  | Armenia                                                                | Qual. Euro 2020                                                        | -                                                                      | 67’                                                                    |
| 26-3-2019                                                              | Erevan                                                                 | Armenia                                                                | 0 – 2                                                                  | Finlandia                                                              | Qual. Euro 2020                                                        | -                                                                      | 40’ 74’                                                                |
| 8-6-2019                                                               | Erevan                                                                 | Armenia                                                                | 3 – 0                                                                  | Liechtenstein                                                          | Qual. Euro 2020                                                        | -                                                                      | 73’                                                                    |
| 11-6-2019                                                              | Atene                                                                  | Grecia                                                                 | 2 – 3                                                                  | Armenia                                                                | Qual. Euro 2020                                                        | -                                                                      | 70’                                                                    |
| 5-9-2019                                                               | Erevan                                                                 | Armenia                                                                | 1 – 3                                                                  | Italia                                                                 | Qual. Euro 2020                                                        | -                                                                      | 82’                                                                    |
| 15-10-2019                                                             | Turku                                                                  | Finlandia                                                              | 3 – 0                                                                  | Armenia                                                                | Qual. Euro 2020                                                        | -                                                                      | 77’                                                                    |
| 18-11-2019                                                             | Palermo                                                                | Italia                                                                 | 9 – 1                                                                  | Armenia                                                                | Qual. Euro 2020                                                        | 1                                                                      |                                                                        |
| 5-9-2020                                                               | Skopje                                                                 | Macedonia del Nord                                                     | 2 – 1                                                                  | Armenia                                                                | UEFA Nations League 2020-2021 - 1º turno                               | -                                                                      | 46’                                                                    |
| 11-10-2020                                                             | Erevan                                                                 | Armenia                                                                | 2 – 2                                                                  | Georgia                                                                | UEFA Nations League 2020-2021 - 1º turno                               | -                                                                      | 67’ 90+1’                                                              |
| 14-10-2020                                                             | Tallinn                                                                | Estonia                                                                | 1 – 1                                                                  | Armenia                                                                | UEFA Nations League 2020-2021 - 1º turno                               | -                                                                      | 57’                                                                    |
| 25-3-2021                                                              | Vaduz                                                                  | Liechtenstein                                                          | 0 – 1                                                                  | Armenia                                                                | Qual. Mondiali 2022                                                    | -                                                                      | 75’                                                                    |
| 1-6-2021                                                               | Velika Gorica                                                          | Croazia                                                                | 1 – 1                                                                  | Armenia                                                                | Amichevole                                                             | -                                                                      | 46’                                                                    |
| 11-6-2022                                                              | Łódź                                                                   | Ucraina                                                                | 3 – 0                                                                  | Armenia                                                                | UEFA Nations League 2022-2023 - 1º turno                               | -                                                                      | 45+2’ 55’                                                              |
| 16-11-2022                                                             | Pristina                                                               | Kosovo                                                                 | 2 – 2                                                                  | Armenia                                                                | Amichevole                                                             | -                                                                      | 63’                                                                    |
| 19-11-2022                                                             | Tirana                                                                 | Albania                                                                | 2 – 0                                                                  | Armenia                                                                | Amichevole                                                             | -                                                                      | 66’                                                                    |
| Totale                                                                 |                                                                        | Presenze                                                               | 16                                                                     |                                                                        | Reti                                                                   | 1                                                                      |                                                                        |